# Tabernaemontana bouquetii
Tabernaemontana bouquetii är en oleanderväxtart som först beskrevs av Pierre Boiteau, och fick sitt nu gällande namn av Leeuwenb.. Tabernaemontana bouquetii ingår i släktet Tabernaemontana och familjen oleanderväxter. Inga underarter finns listade i Catalogue of Life.